# セスジイトトンボ
セスジイトトンボ（背筋糸蜻蛉、学名: Paracercion hieroglyphicum）は、トンボ目イトトンボ科の昆虫。

## 分布
日本（北海道のから九州のほぼ）全国および、朝鮮半島、中国、ロシア極東部に分布する。

## 形態
全長が27-37mm、腹長が21-29mm、後翅長が13-22mmになる。未成熟の個体は、オスメスともに体色が淡青色だが、成熟するとオスは青色に、メスは緑色から黄褐色になる。ただし、メスでもまれにオスと同じ体色になるものもいる。クロイトトンボ属の他種とは、オスの上付属器が「ハ」の字状に開くことや、メスの前胸後縁がえぐれないことで区別できる。秋に黒化してくると、ムスジイトトンボと斑紋が類似する個体も見られる。

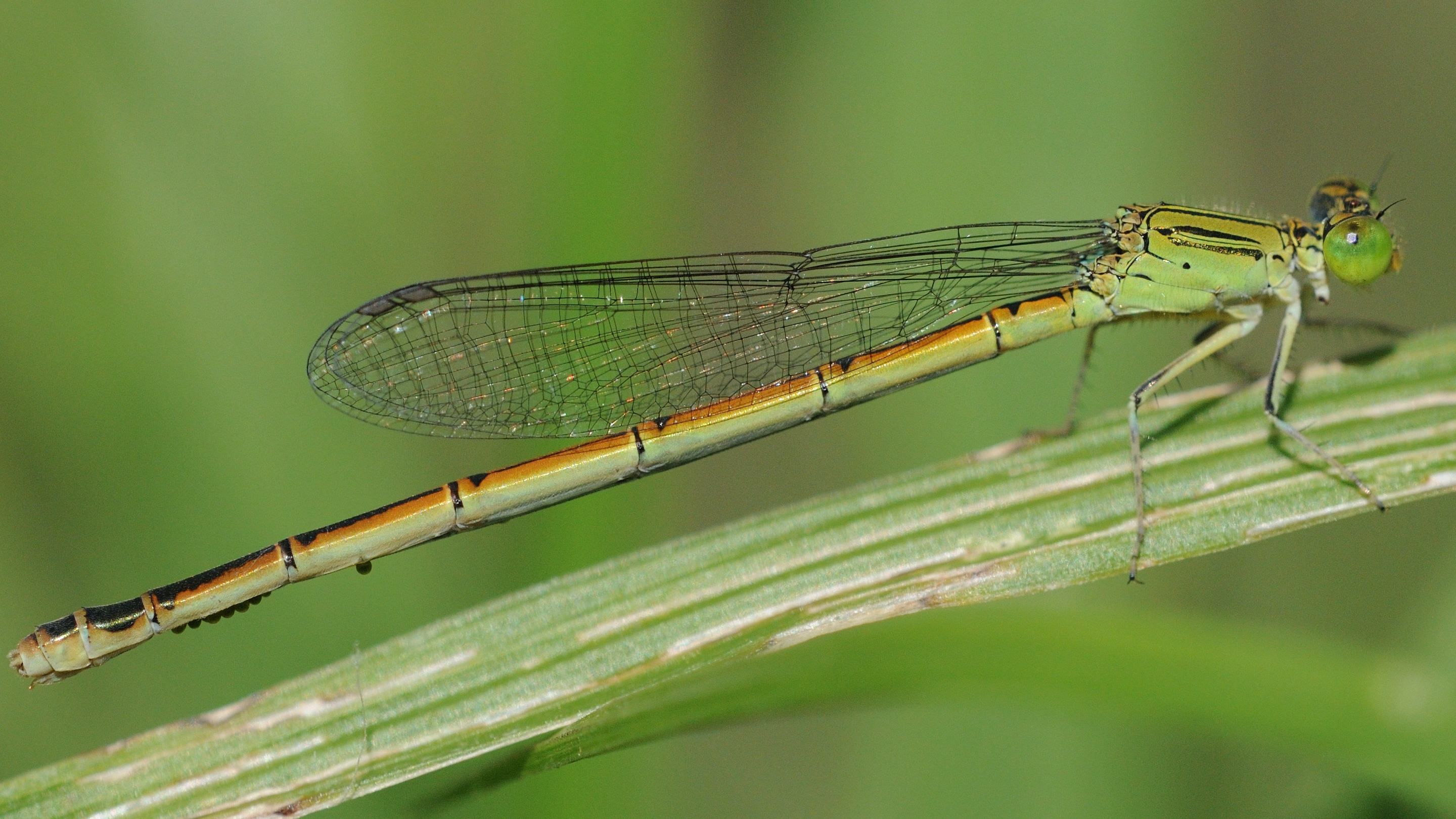
メス（異色型）
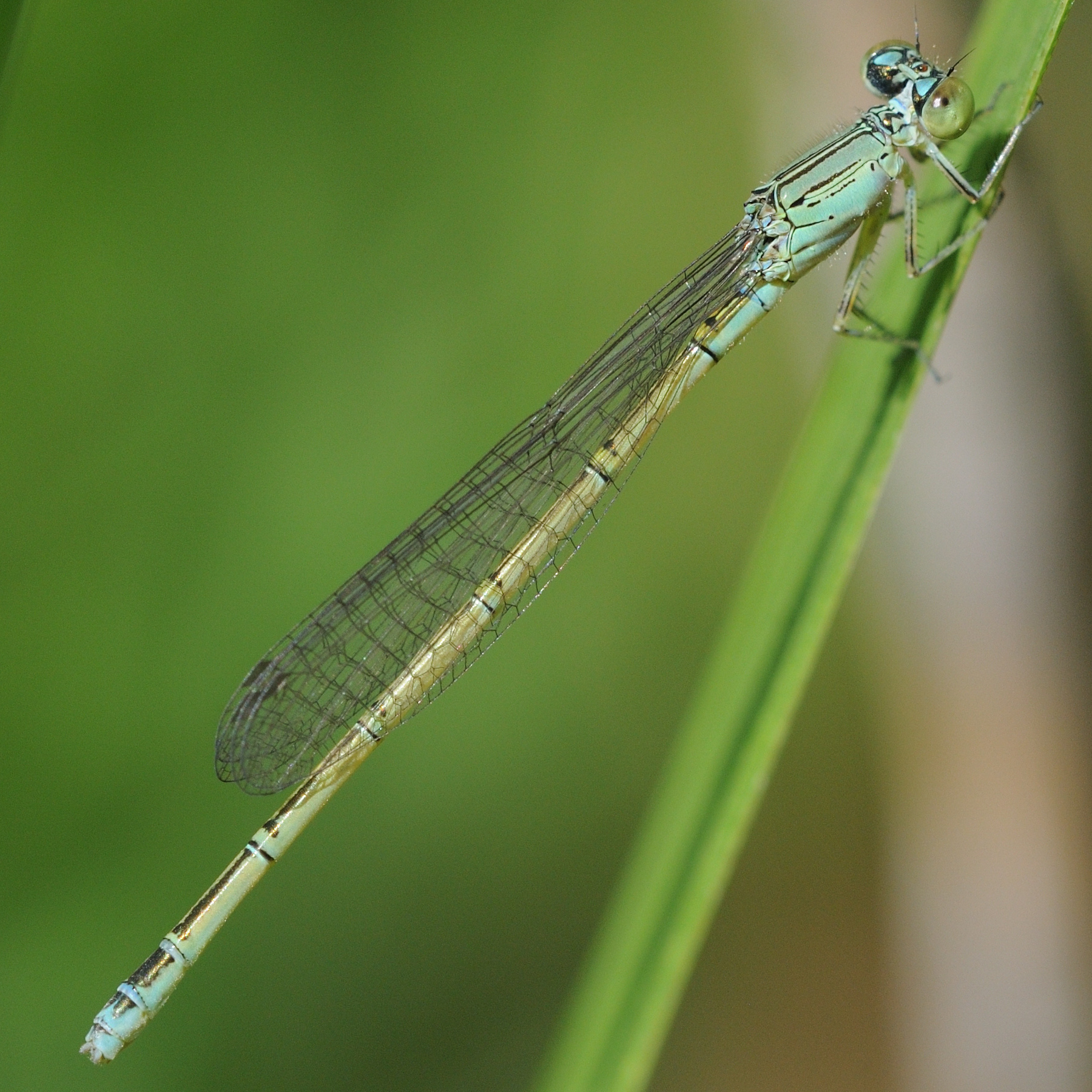
メス（未成熟）

## 生態
平地や丘陵地の、浮葉植物や沈水植物のある湖沼や、河川中流から下流域の流れの緩やかな場所、用水路などに生息する。
成熟したオスは縄張りをもち、時折その周囲を飛んでメスを探す。メスが見つかると、すぐに連結して植物に止まり交尾をする。産卵は、緩やかな流れがあるところで行われ、主に連結して水面付近の植物に産卵するが、メス単独で行われることもある。場合によっては、潜水産卵を行う。卵の期間は1-3週間で、幼虫の期間は2ヶ月から1年程度。冬には、幼虫の姿で越冬する。

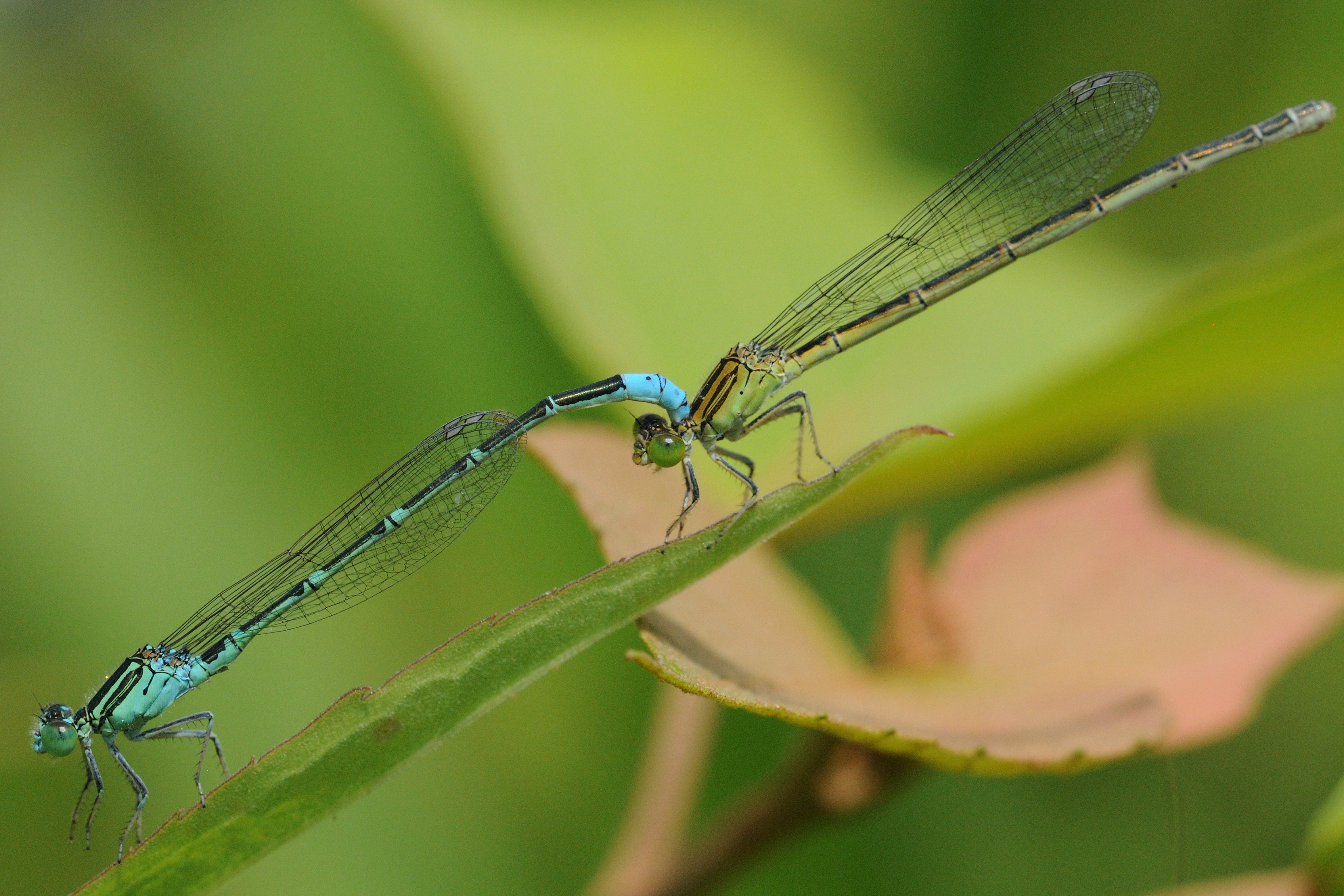
連結
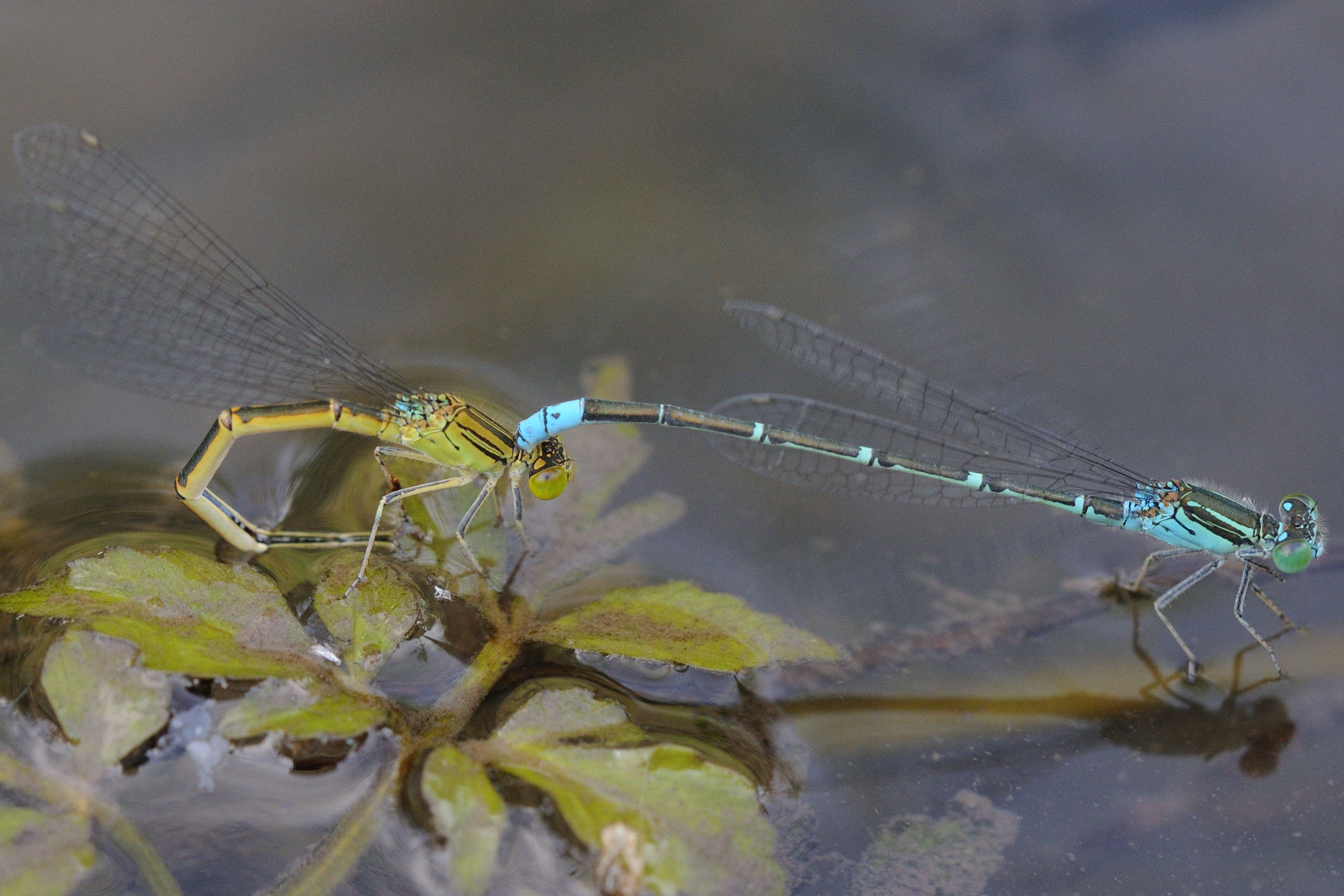
産卵

## 近縁種
- クロイトトンボ Paracercion calamorum calamorum
- オオイトトンボ Paracercion sieboldii
- ムスジイトトンボ Paracercion sexlineatum
- オオセスジイトトンボ Paracercion plagiosum